# Rue Ferraz
La rue Ferraz (en espagnol : calle de Ferraz) est une rue de Madrid située dans le quartier d'Argüelles, de l'arrondissement de Moncloa-Aravaca. Elle relie le Paseo de Moret au nord-ouest à la place d'Espagne au sud-est.

## Histoire
La rue est créée en 1856 à la suite de la démolition des barrières de la montagne du Prince-Pío. Elle se prolonge alors jusqu'au parc de l'Ouest et se nomme rue Saint-Martial (calle de San Marcial). Elle est renommée en 1865 en hommage au militaire aragonais Valentín Ferraz, maire de Madrid entre 1855 et 1857. La rue est fortement endommagée en novembre 1936 lors de la bataille de la Cité universitaire.

## Personnalités
Plusieurs personnalités ont habité dans des édifices situés sur la rue :
- la poète Gertrudis Gómez de Avellaneda est née et morte au n°2 ;
- le compositeur italien Giacomo Puccini s'est installé au n°7 lorsqu'il est venu à Madrid en 1892 afin de diriger l'opéra Edgar au Théâtre royal ;
- le fondateur du PSOE Pablo Iglesias est mort au n°70 en 1925 ;
- le maire de Madrid Enrique Tierno Galván a vécu au n°79 où il est mort en 1986.

## Siège du PSOE

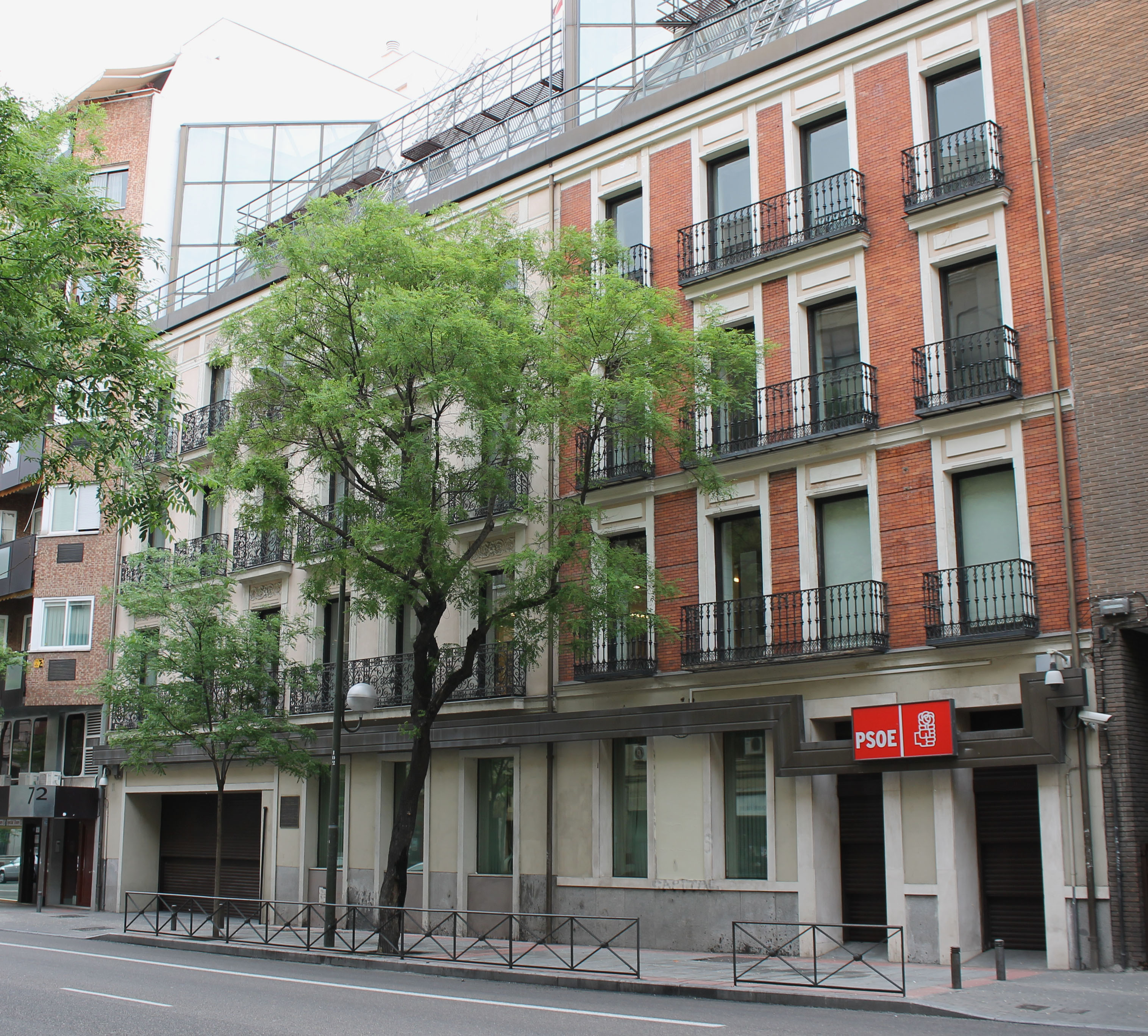
Le siège du PSOE, au n°70 de la rue Ferraz.

Le Parti socialiste ouvrier espagnol, alors sous la direction de Felipe González, achète le bâtiment situé au n°70 et l'adapte afin d'y installer son siège fédéral. Le siège est inauguré le 9 décembre 1982, soit moins de deux mois après la victoire historique des socialistes lors des élections générales d'octobre 1982 en raison de l'étroitesse des locaux de la calle de Santa Engracia. Par métonymie, le terme Ferraz désigne ainsi la direction de cette formation politique.